# UQ Holder!
UQ Holder! (ユーキュー ホルダー?) es un manga escrito y dibujado por Ken Akamatsu que se publica de forma semanal desde agosto del 2013 por la editorial Kodansha en la revista Weekly Shōnen Magazine (ahora en la Bessatsu Shōnen Magazine). Está ambientado en el mismo universo del Negima! Magister Negi Magi, pero setenta años después del final de la serie. La historia sigue las aventuras de un joven quien es transformado en un vampiro y entra en una sociedad secreta compuesta de seres inmortales: UQ Holder.

## Sinopsis
La historia comienza en el año 2086, una década después de que la existencia de la magia fuera desvelada al mundo. Tōta Konoe es un joven niño que siempre sueña con abandonar su aldea natal y descubrir que secretos guarda la enorme torre de la capital, pero su profesora y tutora adoptiva Yukihime afirma que solo será posible si consigue vencerla, algo que parece imposible.
Sin embargo, cuando Tōta es mortalmente herido por un enemigo que llega buscando la vida de Yukihime, su maestra se revela como una vampiro y le salva la vida transformándolo en uno de su especie. Así comienza las aventuras de Tōta en el mundo de los seres inmortales en una sociedad donde la magia y la tecnología están muy avanzadas hasta el punto de ser casi indistinguibles.

## Personajes

### Personajes principales
- Tōta Konoe (近衛 刀太 Konoe Tōta?)[1]

El chico protagonista de la serie. Un niño de 14 años que fue criado por Yukihime después de que sus padres murieron. Después de ser herido de muerte mientras protegía a Yukihime, es transformado por ella en un vampiro, convirtiéndose en un ser inmortal. Más tarde recibe una espada que puede aumenta o disminuir su peso miles de veces según la voluntad de su usuario, que se convierte en su principal arma. También se revela que, al igual que Yukihime, su cuerpo poseen el poder secreto de la "Magia Erebea", lo que le permite absorber la magia en su propio cuerpo y unirla a su alma.
Siempre alegre y optimista, Tōta es similar en apariencia y el nombre con Konoka Konoe, un personaje de Mahō Sensei Negima! y se da a entender que él es pariente de la misma. Su abuelo fue Negi Springfield, un mago legendario y protagonista de la mencionada serie. 
- Yukihime (雪姫?)/Evangeline A.K. McDowell  (エヴァンジェリン・A.K.・マクダウェル Evanjerin A.K. Makudaweru?)[1]

Una vampiro inmortal de 700 años de edad, es otro personaje principal del manga Negima. Tras separarse de sus amigos de la Academia Mahora, Evangeline adoptó el alias de "Yukihime" ("princesa de la nieve") y fundó la sociedad secreta "UQ Holder" para los seres inmortales. 
Por lo general aparece como una mujer alta y atractiva en vez de la apariencia de niña que siempre se ve en Negima, y se convierte en la tutora de Tōta después de la muerte de sus padres, transformándolo luego en un vampiro para salvar su vida.
- Kurōmaru Tokisaka (時坂 九郎丸 Tokisaka Kurōmaru?)[1]

Un asesino de 14 años enviado para acabar con Yukihime, es derrotado por Tōta y "convencido" por este para convertirse en su amigo y hermano de armas. Como también muestra rasgos de la inmortalidad, Kuromaru acompaña Tōta unirse UQ Holder. 
A pesar de afirmar ser un muchacho, Kuromaru muestra una apariencia y comportamiento femenino, y por lo general se le confunde con una chica. El motivo de ello se desvela en su procedencia: viene de una tribu de semi-humanos, donde los niños nacen sin género, pero se convierten en macho o hembra una vez que alcanzan la edad de 16 años. Kuromaru afirma que quiere ser hombre y estar al lado de Tōta como su hermano de armas, pero siente conflicto a causa de sus crecientes sentimientos románticos por él. 
Kuromaru es similar en apariencia con Setsuna Sakurazaki de Negima, quien también era la esposa de Konoka Konoe y al igual que ella, es un adepto del estilo espada Shinmei-ryū de Kioto.

### Personajes secundarios
- Karin Yuuki (結城夏凛 Yūki Karin?)[1]

La miembro número 4 de UQ Holder. Es muy dedicada a Yukihime y está celosa de la estrecha relación de Tōta con ella. Su inmortalidad se dice que tiene origen divino, dado que todas sus heridas se curan al instante en lugar de la regeneración rápida que tiene lugar en la mayoría de los inmortales. Por ello, fue marcada como bruja y perseguida cuando era niña, hace siglos.
- Kirie Sakurame (桜雨キリヱ Sakurame Kiriwe?)[1]

El miembro número 10 de UQ Holder. Ella es una chica extremadamente rica y la principal patrocinadora financiera de la organización. Tiene el poder de retroceder el tiempo, evitando los efectos adversos como su propia muerte al regresar a instantes específicos en el tiempo que marca con lo que ella califica de "puntos de guardado". También tiene el poder de traer a otras personas con ella a la vez que vuelve en el tiempo, con la posibilidad de tener los recuerdos de los eventos de ocurridos también. Eventualmente consigue el poder de detener el tiempo al besar a Tōta.
- Fate Averruncus (フェイト・アーウェルンクス?)[1]

También otro personaje de regreso de Negima, fue principal rival y luego compañero de Negi Springfield, abuelo de Tōta. Actualmente está anunciado como el mago número uno del Sistema Solar y se opone a UQ Holder por razones aún no explicadas.

## Manga
Actualmente se han publicado 182 (09-04-2021) capítulos y el manga es publicado en la revista Weekly Shōnen Magazine con periodicidad semanal desde su lanzamiento el agosto de 2013 pero el año 2016 se decidió hacer un cambio rotundo al pasar de ser una publicación semanal a una mensual en la nueva revista Bessatsu Shōnen Magazine.
En cuanto a tomos recopilados, actualmente han sido publicados 28 tomos de la misma.

## Recepción
El volumen 1 de UQ Holder vendió 65,505 copias durante la primera semana